# Romuva

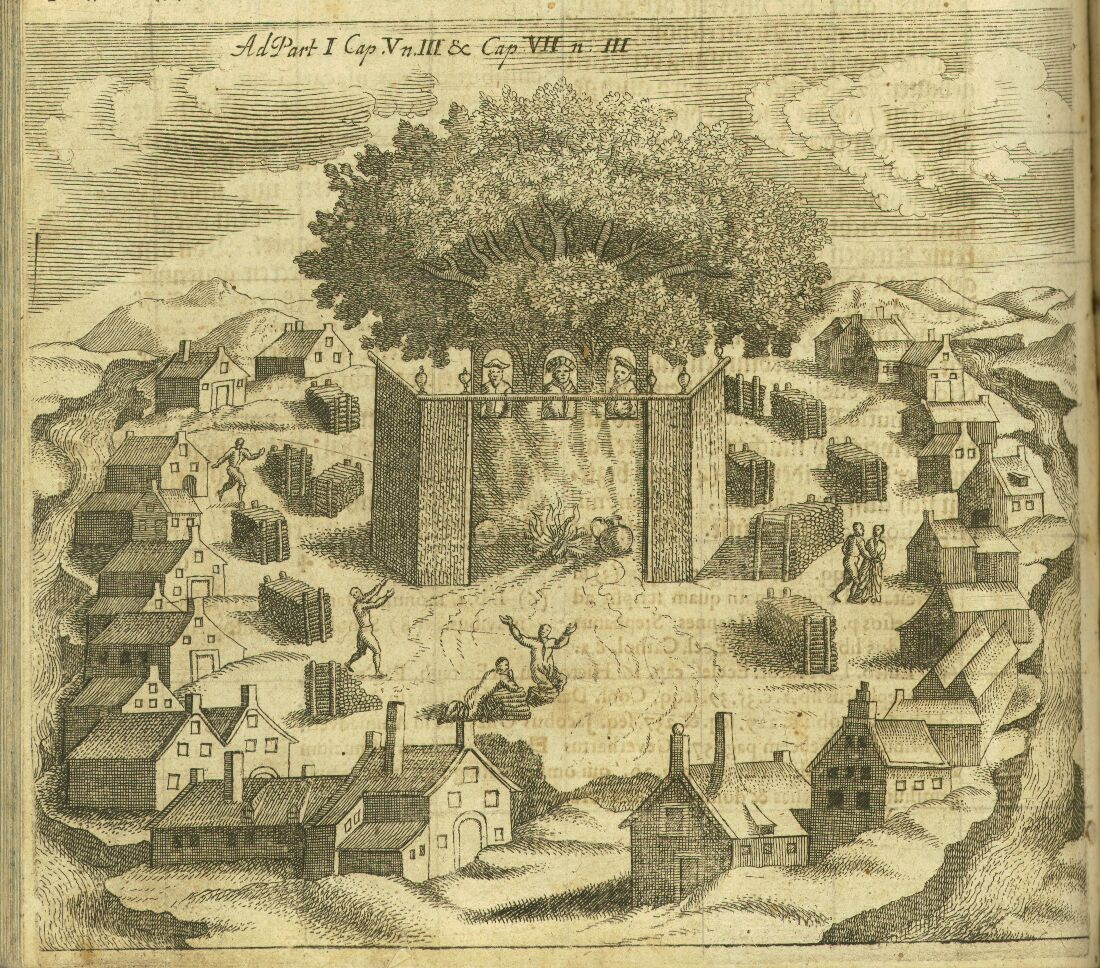
Dibuix del santuari de Romuva segons la descripció de Grunau.

Romuva, Romowe o Rickoyoto fou el lloc de culte de la mitologia prussiana, situat a la regió de Nadrúvia. Els textes que en parlen no són gaire precisos i no és clar si es tractava d'un temple, un espai sagrat o la residència del sacerdot suprem. Els historiadors moderns no descarten que fos una invenció per situar la seva religió a la mateixa categoria que el catolicisme que els imposaren. Actualment hi ha un moviment a Lituània que pretén recuperar les creences dels antics habitants d'aquella part d'Europa i que fa servir aquest nom.

## Informació sobre Romuva
El primer relat que esmenta Romuva, es limita a dir que era un lloc sagrat i a explicar l'origen de la paraula, tot seguit en parla del sacerdot que estava allí. Es tracta de la crònica de Peter von Dusburg, escrita el 1326, segons la qual, la paraula Romuva deriva de la paraula Roma, cosa que fa pensar que el creador d'aquest culte coneixia la cultura romana. També parla del kriwe, un poderós sacerdot que era molt respectat pels antics habitants de Prússia, Lituània i els bàltics de Livònia. Els seus missatgers eren reconeguts per una mena de feix (vegeu feix romà) o altres insígnies. Ell era el vigilant de la flama sagrada i podia saber el destí de l'esperit dels difunts. El kriwe rebia un terç del botí que obtenien els guerrers.
Aquest primer relat fou ampliat per Simon Grunau al segle xvi. Aquest autor descriu un foc sagrat que es mantenia encès permanentment, també parla d'un roure eternament verd al costat del qual hi havia ídols que representaven la tríada dels déus prussians: Patrimpas, déu de la primavera, Perkūnas, déu del tro, i Patulas, déu de l'inframon. Aquest lloc sagrat era vigilat per sacerdots i sacerdotesses semblants a les vestals dels romans. Entre els escriptors del romanticisme aquest lloc fou un tema recurrent i les descripcions que en feien es basaven en les de Grunau, amb afegits procedents de la seva imaginació. Grunau canvià el nom del lloc pel de Rickoyoto (paraula que deriva del prussià rikijs («governant») i -ote, un sufix emprat per designar topònims i inventà l'expressió krivių krivaitis («el sacerdot dels sacerdots»).
Tanmateix, no hi ha cap altra font que doni suport a aquestes afirmacions. Les descripcions suggereixen que el culte efectuat a Romuva tenia una jerarquia i una organització interna, però sembla que això no és cert. Si el kriwe era una persona tan influent, hauria estat esmentat en alguns dels acords polítics de la regió. Mai s'ha trobat el lloc exacte on era Romuva i els cavallers de l'Orde Teutònic que controlaven aquella zona no en parlen en cap document. Tampoc han aparegut restes d'aquest lloc en cap estudi arqueològic. Hi ha però alguns indicis en textos fiables que coincideixen amb les descripcions dels cronistes, per exemple, en el Tractat de Christburg es prohibeix als prussians conversos anar als funerals per veure el viatge de l'ànima del difunt. En un altre document dels cavallers teutons se'n parla del blûtekirl, encarregat de recaptar un terç del botí dels guerrers de Samogítia per oferir-lo als déus.

## Interpretacions
Atès que el concepte d'un "papa pagà" fou molt popular durant l'època del nacionalisme romàntic i tenint en compte que en realitat no se'n sap gaire sobre el temple prussià, les interpretacions són abundants. S. C. Rowell ha suggerit que Peter von Dusburg s'inventà l'existència d'aquest lloc per fer que la religió dels pobles bàltics estigués, en aparença, al mateix nivell que l'Església Catòlica. Hi ha moltes similituds entre Romuva i el cristianisme catòlic: en un lloc el nom del qual s'assembla al de Roma, viu un home que és tractat com el papa, que té missatgers amb insígnia. Un relat com aquest podria haver servit amb diversos propòsits: per demostrar que els pagans estaven tan ben organitzats que tenien el seu propi papa i que podien ser una amenaça seriosa, per avergonyir els cristians pel fet de no respectar el seu líder religiós, o bé per fer que la societat pagana fos més fàcil d'entendre per un lector cristià.
Romuva podria haver estat un dels llocs sagrats que hi havia als boscos i que els bàltics anomenaven alkas, concepte comú en diverses cultures primitives (vegeu bosc sagrat). Peter von Dusburg potser va exagerar la importància d'un d'aquests llocs. Hi ha hagut intents de relacionar el kriwe amb Lizdeika, un sacerdot semillegendari i conseller del gran duc Gediminas. L'historiador polonès Marceli Kosman, creu que Lizdeika fou el darrer dels Kriwe. Vladimir Toporov ha proposat que el castell de Vilnius anomenat castrum curvum era la residència del Kriwe.
Podria ser que la paraula Romuva derivés d'una arrel bàltica ram-, («calma, quietud»), que vindria de l'arrel protoindoeuropea *(e)remǝ-. La paraula Kriwe deriva de kreivas («tort, encorbat»), potser perquè el sacerdot tenia una gaiata torta (krivulė en lituà) que segons Peter von Dusburg seria el símbol més important del seu poder.

## Neopaganisme lituà
Actualment, el terme Romuva s'utilitza per designar un dels corrents del neopaganisme, concretament del neopaganisme uràlic, practicat a Lituània. És un intent de rescatar la religió nativa del país. S'utilitza aquest terme d’ençà que l'any 1967 es va crear l'associació de preservació de la cultura lituana sota el mateix nom, en honor al santuari pagà de Prússia. Es va dissoldre el 1971 per problemes amb les autoritats soviètiques, però es va continuar estenent la celebració de festivitats paganes, especialment a partir de la independència lituana de 1991.
Es tracta d'un moviment que sorgeix de diferents persones dins la intel·lectualitat urbana, principalment escriptors, etnòlegs i artistes. Posseeix un fort caràcter nacionalista ètnic, igual que la resta de corrents del neopaganisme uràlic, pel fet que està íntimament relacionat amb l'imaginari d'una nació lituana autèntica. Es basa en la recerca d'una vida pagana utòpica que es defensa que retorni com a alternativa de la modernitat i alguns "mals" que l'acompanyen com ara el materialisme de consumisme.
El ressorgiment d'aquesta religió nativa a l'era moderna és gràcies a Wilheilm Storotsa, escriptor i filòsof lituà que va ser el primer a celebrar la tradició del Rocío a finals del segle xix. Influït per les savieses tradicionals hindús, va intentar unir la teosofia amb la tradició panteista precristiana local.